# Rhyacophila trifasciata
Rhyacophila trifasciata là một loài Trichoptera trong họ Rhyacophilidae. Chúng phân bố ở miền Cổ bắc.